# 巴富萨姆体育场
巴富萨姆体育场位于喀麦隆西部区巴富萨姆市以东，距离市中心约16公里。项目由中国机械设备进出口总公司总承包，山西四建集团有限公司承建。

## 概况
喀麦隆巴富萨姆体育场包括一座15000+5000座标准体育场、周边附属设施及500辆规模的停车场，体育场主要用于进行足球比赛为主，适当兼顾举行田径比赛，中心场地按标准400米综合田径场涉及，半径36.5米，直道长84.39米，8条主跑道，西侧设8条直跑道。设置有田径比赛项目和国际标准尺寸天然草坪足球场，在场内南侧设3根旗杆，北侧设3根旗杆，可分别用于悬挂国旗、会旗和进行运动员颁奖仪式的升旗仪式。总用地面积：202,590平方米；总建筑面积：14,330平方米，其中：建筑功能面积（除看台面积）：10,520平方米，不计容积率面积（半室外区域）：3,810平方米。
该项目由中国进出口银行提供贷款支持，中国机械设备进出口总公司总承包，山西四建集团有限公司承建。项目于2009年12月19日举行奠基仪式，2013年10月26日进场施工，2014年12月11日通过竣工验收，2016年4月30日举行了落成仪式，正式投用。巴富萨姆体育场和林贝体育场建设项目是继援喀麦隆雅温得多功能体育馆投入使用后，中国在开展对喀体育合作方面实施的规模最大的体育场馆建设项目。
在2021年非洲國家盃中，巴富萨姆体育场将作为比赛场地之一承办部分赛事。